# Alberto Marson
Alberto Marson (Casa Branca, 24 de fevereiro de 1925 – São José dos Campos, 25 de abril de 2018) foi um jogador de basquetebol brasileiro e professor de educação física.
Integrou a seleção brasileira, onde conquistou a medalha de bronze nos Jogos Olímpicos de Verão de 1948 em Londres, a primeira da história do país em esportes coletivos. Nos Jogos Pan-Americanos de 1951 em Buenos Aires, também obteve um terceiro lugar.
Era formado em educação física pela Escola Superior de Educação Física de São Carlos, onde foi atleta de basquetebol no São Carlos Clube. Depois de formado, mudou-se para São José dos Campos para ser professor de Educação Física no Colégio João Cursino. Lecionou também no Instituto Tecnológico e Aeroespacial (ITA). Foi um dos incentivadores do São José Basketball, à época Tênis Clube São José, tendo grande destaque no período em que permaneceu no time.
Marson morreu em 25 de abril de 2018, de insuficiência respiratória devido a uma infecção pulmonar, sendo o último remanescente dos jogadores brasileiros que participaram das Olimpíadas de 1948.